# Mobile High-definition Link
Mobile High-Definition Link (MHL) er en standard til mobil lyd- og videooverførsel, således at mobiltelefoner og andre bærbare enheder kan kobles direkte til HDTV'er og skærme.  MHL-standarden betyder at et enkelt kabel med low pin-count interface kan understøtte op til 1080p HDTV, HDvideo og digital lyd, samtidig med at den forbundne enhed oplades.
MHL udvikles af MHL Consortium et konsortium af udviklere af mobile enheder.

## Funktioner
- HDTV'et er strømforsyning for forbundne enheder.
- Der bruges et enkelt tyndt kabel mellem de to enheder.
- HDTV'ets fjernbetjening kan kontrollere den forbundne enhed.[1]
- 1080p ukomprimeret HD video.
- 8 kanalers (fx 7.1 surround sound) ukomprimeret lyd.
- Understøtter High-bandwidth Digital Content Protection (HDCP).
- MHL kan fungere mellem microUSB og HDMI. (men er ikke bagudkompatibelt)

## Historie
Silicon Image demonstrerede oprindeligt en mobil forbindelsesteknologi baseret på TMDS-teknologi den 28. januar 2008 på Consumer Electronics Show (CES). Denne forbindelsesteknolgi blev navngivet "Mobile High Definition Link".
En arbejdsgruppe blev nedsat og annoncerede i september 2009, at de ville udviklede en standard baseret på MHL-teknologi.
MHL 1.0-specifikationerne blev bekendtgjort 30. juni 2010.
De første produkter med MHL kom på markedet umiddelbart efter specifikationerne blev bekendtgjort.